# Andrejka Možina
Andrejka Možina, glasbenica, čelistka, pevka, skladateljica, * 25. november 1981, Trst.

## Življenje in delo
Andrejka Možina se je rodila v Trstu v slovenski glasbeni družini, saj je oče Tullio priznan glasbenik. Obvezne šole je obiskovala v Trstu, zelo hitro se je približala glasbi, saj se je že kot otrok začela učiti violino in klavir, pri trinajstih letih pa je prešla na violončelo, študirala je pri Glasbeni matici v Trstu. Iz violončela je diplomirala na tržaškem konservatoriju Giuseppe Tartini leta 2004, istočasno je študirala tudi jazz petje na KGBL - Konservatoriju za glasbo in balet Ljubljana, kjer je diplomirala leta 2006 in na tržaškem konservatoriju leta 2010, z odliko in pohvalo. Intenzivno je študirala tudi kompozicijo. Nastopala je na festivalih Chigiana International Festival, Ravenna Festival, Jazz Italiano per le Terre del Sisma, Folkest, Nei Suoni Dei Luoghi, Villa Celimontana Jazz Festival, Jazz&Wine of Peace, Trieste Estate, TriesteLovesJazz, Across the Border, Imago Sloveniae, Jazz Festival Ljubljana, Shanghai International Art Festival of China itd. Izredno rada sklada in njena plodna produkcija glasbenih del izhaja iz sodelovanja s številnimi pesniki in tekstopisci, gledališkimi skupinami in radijsko-televizijskimi hišami. Ko igra, je improvizacija rdeča nit njene vsakodnevne prakse in nastopov, nastopa v različnih žanrih in instrumentalnih sestavih ter jo kot tako najdemo v številnih njenih delih kot skladateljico.
Leta 2014 se je uvrstila v finale skladateljskega natečaja „In Clausura“ na razstavi Triennale v Milanu. Njeno skladbo „Dan mladosti“ je izvedel orkester 100 Cellos pod vodstvom Giovannija Sollime. V letih 2016 in 2017 je prejela 3. in 2. nagrado na skladateljskem natečaju „La Mancha guitars“ za kitarski orkester v Saarlandu v Nemčiji. V letih 2009 in 2023 se je uvrstila v finale Festivala slovenskega šansona, v letih 2009 in 2010 pa na tekmovanje za skladateljsko nagrado Jazzon.
Leta 2016 je skupaj s dvema prijateljicama ustanovila skupino Violoncelli itineranti (potujoča čela), to je zasedba, ki jo sestavljajo trije violončeli in glas. Skupina ponuja širok in raznolik repertoar, ki vključuje avtorske skladbe jazzovske in ljudske narave, predelane v komornem slogu. Njihovo glasbo preveva nenehno iskanje novih tehničnih in zvočnih možnosti, ki z Andrejkinim glasom ustvarjajo poseben in prefinjen zvok. Skupina je bila finalistika Festivala slovenskega šansona 2023 in Suns Europe 2022 ter drugouvrščena na Premio Alberto Cesa 2020 festivala Folkest v Spilimbergu. Leta 2019 je skupina izdala svoj prvi album z naslovom “Sonce ljubo”. Leta 2024 je pri založbi Mladika v Trstu izšel umetniški izdelek, ki ga sestavljata knjiga - dvojezična pesniška zbirka - in glasbeni CD z 10 avtorskimi skladbami z naslovom Besede ne ubogajo več / Parole indomite - Slovenske pesnice v Italiji. V CD je 60 minutni koncert, kjer se ob dvojezičnem slovensko-italijanskem povezovanju prepletata avtorska glasba in poezije pesnic Marine Cernetig, Irene Žerjal, Zore Tavčar, Andreine Trusgnach, Silvane Paletti, Marije Kostnapfel in Alenke Rebula Tuta. Za knjigo oziroma knjigozvočnico si je prislužila tudi nagrado vstajenje.